# Comitato Italiano Arbitri
Il Comitato Italiano Arbitri (abbreviato semplicemente CIA) è un organismo federale di settore della Federazione Italiana Pallacanestro (FIP) ed ha lo scopo di reclutare, formare, addestrare, organizzare, istruire e valutare gli arbitri, gli ufficiali di campo, i commissari, gli osservatori e i componenti delle strutture tecniche del settore, nonché di assolvere i compiti che gli vengono affidati dal Consiglio Federale della FIP, con autonomia organizzativa.
Il CIA gode di una struttura nazionale, regionale e provinciale, trovando sede, quasi ovunque, presso il comitato provinciale e regionale di riferimento.
L'attuale presidente è Luigi Lamonica in qualità di Commissioner.

## Arbitri
Agli effetti del loro inquadramento nei ruoli CIA, gli Arbitri in attività sono classificati in:
- Arbitri Internazionali;
- Arbitri Nazionali;
- Arbitri Regionali;
- Arbitri Regionali Giovanili di età compresa fra i 13 ed i 17 anni compiuti.

Gli Arbitri, in relazione all’ambito operativo di competenza acquisito, sono distinti nelle seguenti categorie:
- 1ª categoria: Arbitri impiegati nel campionato professionistico (Serie A maschile);
- 2ª categoria: Arbitri impiegati nel primo campionato nazionale dilettanti maschile (Serie A/2 maschile) e nel primo campionato nazionale femminile (Serie A femminile);
- 3ª categoria: Arbitri impiegati nel secondo campionato nazionale dilettanti maschile (Serie B maschile) e nel secondo campionato nazionale femminile (Serie A/2 femminile);
- 4ª categoria: Arbitri impiegati nei campionati di Serie C regionale maschile e nel campionato di Serie B femminile;
- 5ª categoria: Arbitri impiegati nel campionato di Serie D regionale maschile e di Serie B femminile;
- 6ª categoria: Arbitri impiegati negli altri campionati seniores (Promozione, Prima divisione, Seconda divisione) e nei campionati giovanili secondo la discrezionalità di utilizzo che la Commissione Regionale CIA andrà a stabilire.

Agli arbitri spetta il compito di dirigere l'intera gara, dai venti minuti di intervallo pre-gara sino al suono della sirena di fine gara. Dal momento in cui sono in campo hanno pari autorità e potere di decisione.
Il primo arbitro ha responsabilità su tutti i partecipanti la gara, nonché sui membri del collegio arbitrale.
Gli arbitri dirigono la gara in terna nelle partite dei campionati professionistici di Serie A e Serie A2, in coppia per i restanti campionati. Sovente, in alcuni comitati provinciali, considerato l'esiguo numero di arbitri, le gare provinciali, specie dei campionati giovanili, vengono dirette da un solo arbitro.
La divisa degli arbitri consta di una maglia di color grigio con profili neri con il loghi FIP e Macron, pantaloni neri lunghi e scarpe nere. A partire dalle gare finali di Serie A, la divisa arbitrale consiste sempre in pantaloni lunghi neri e scarpe nere, ma la maglia può essere di colore grigio scuro, azzurro o arancione con scudetto italiano sul retro in alto.

## Ufficiali di Campo
Agli effetti del loro inquadramento nei ruoli del C.I.A. gli Ufficiali di Campo in attività sono classificati in:
- Ufficiali di Campo Internazionali;
- Ufficiali di Campo Nazionali;
- Ufficiali di Campo Regionali.

Gli Ufficiali di Campo Nazionali saranno utilizzati nei campionati professionistici e nei campionati di serie A1/M, A2/M, B/M, A1/F e A2/F.
Gli Ufficiali di Campo Regionali saranno utilizzati nei campionati di serie C1/M, C2/M, D/M, B/F e nei campionati giovanili Eccellenza. La categoria degli Ufficiali di Campo Amatoriali è stata abolita e gli stessi sono automaticamente diventati UdC Regionali.
Gli Ufficiali di Campo sono responsabili del conteggio del tempo (cronometrista) e dei 24 secondi (addetto 24 secondi), della compilazione del referto (segnapunti) con punteggio e falli nonché della gestione delle sostituzioni e delle sospensioni. Nei campionati nazionali sono presenti tre UdC, nei campionati regionali può venir meno la figura del cronometrista, mentre nei campionati giovanili non è necessaria la presenza dell'addetto alla gestione dei 24 secondi, il cui compito è assolto dagli arbitri che tengono il conto dei secondi dell'azione.
La divisa degli UdC è costituita da una polo a maniche lunghe di colore blu su cui è stampato il logo FIP.
A partire dalla stagione 2022-23 è iniziata la sperimentazione del referto elettronico nel campionato di Serie C Gold. Nella stagione 2023-24 l'utilizzo del referto elettronico è stato previsto per la Serie C, la DR1, la B femminile e le giovanili di Eccellenza. Nel solo campionato di Serie B Interregionale viene stilato il referto statistico: sono infatti presenti un segnapunti e un aiuto segnapunti, denominato "caller".